# L'Alcudiola
L'Alcudiola de Rafelcofer (IPA:[lalkudi'ɔlɔ]), l'Alcudiola del Rabat, o també el Ravalet de l'Alcudiola, és un llogaret del terme municipal de Rafelcofer situat entre la falda nod-occidental de la muntanya del Rabat i el marge dret del barranc de Palmera o de Beniteixir, i al que popularment se li dona l'apel·latiu d'el Ravalet.
És un topònim híbrid de l'àrab al-qúdia que significa tossal o pujol, referència topogràfica a la xicoteta elevació a la que va ser ubicada, unes desenes de metres més alta que la resta de les alqueries dels voltants, als peus de la muntanya del Rabat, el seu sentit diminutiu ve reforçat amb un sufix potser mossàrab, -ola.
L'Alcudiola constituïx un assentament humà d'època islàmica i està documentada poc després de la conquesta com a alqueria musulmana pertanyent al senyoriu de Rebollet. El 1535 va passar a formar part de la Rectoria de Rafelcofer junt a l'Alqueria dels Frares i l'Alqueria de la Comtessa, per tal d'assegurar-ne el control i la reconversió religiosa dels seus habitants. L'any 1609, el Consell d'Estat decreta l'expulsió dels moriscs, el 28 de setembre de 1609 els moriscs alcudiolans prenen camí cap al port de Dénia.
Fins a l'expulsió dels moriscos, l'evolució de la població de l'Alcudiola, és bastant paral·lela a la de Rafelcofer, amb 60 cases i Rafelcofer amb 66. Amb l'expulsió quedava completament despoblada, quedant en unes condicions molt desfavorables quant a les seues possibilitats de repoblació, tant per les dures condicions imposades de les cartes-pobles com en l'estat ruïnós en què van quedar la major part dels seus habitatges amb un quasi total caos urbanístic. L'Alcudiola es va repoblar amb gents dels pobles dels voltants, atreta per la riquesa del terme, però les dures condicions que es va posar per a la seua explotació i la millor situació de Rafelcofer va fer que la major part dels repobladors es dirigiren cap a este poble. Mentre, l'Alqueria dels Frares no es va tornar a poblar, i l'Alqueria de la Comtessa es va erigir en parròquia independent l'any 1773.
Des de llavors, l'Alcudiola queda lligada per a sempre a Rafelcofer i la seua població es concentra al costat del Camí vell de Xàtiva, i front al molí, presentant fins a principis del segle xx, un fort procés regressiu, mentre Rafelcofer presenta una dinàmica més ascendent i estable. Ben expressives són estes xifres de mitjans del segle xix: Rafelcofer 122 cases i l'Alcudiola 10.
Tradicionalment, el nucli de l'Alcudiola se situa als peus de la muntanya del Rabat, entre el camí vell de Xàtiva i la muntanya, formant tres carrers, les cases situades al camí vell de Xàtiva, el conegut com carrer de l'Alcudiola encastat a la muntanyeta del Calvari, salvant els desnivells del terreny en forma de terrasses i el carrer de les Figueres, apegat ja al Rabat, i enmig la placeta de l'Ereta, formant tot el conjunt urbanístic com una espècie de L tancada per la muntanya. El creixement urbanístic de l'Alcudiola ha sigut pràcticament nul, mentre que el de Rafelcofer sempre s'ha dirigit cap al SO per tal d'integrar-la al seu nucli urbà. Esta annexió s'accelera a partir dels anys 80 del segle xx, amb la urbanització de l'espai que quedava entre els dos nuclis, quedant pràcticament units. La unió física s'accelerava al mateix temps que començava a desaparéixer l'antagonisme entre coferers i alcudiolans, hui en dia a penes hi ha vestigis d'aquella resistència tradicional entre els dos nuclis, on el seu origen es difon en les albors de la història.